# Hermann Grabner
Hermann Grabner (Graz, 12 mei 1886 - Bozen, 3 juli 1969) was een Oostenrijks componist en muziekpedagoog.

## Levensloop
Hermann Grabner studeerde rechten en promoveerde in 1909 tot doctor in de rechten. Daarnaast studeerde hij muziek bij Leopold Suchsland aan de Universität für Musik und darstellende Kunst in Graz. Hij speelde af en toe als altviolist in theaterorkesten. Daarna studeerde hij aan de Felix Mendelssohnschool voor muziek en theater in Leipzig bij Max Reger en Hans Sitt. Hij behaalde de Nikisch-prijs en werd in 1912 en 1913 assistent van Max Reger aan het theater in Meiningen (Duitsland).
Hans Pfitzner heeft hem naar Straatsburg aan het Conservatoire de Strasbourg gehaald, waar hij docent voor muziektheorie werd.
Van 1919 tot 1924 gaf hij theorie en compositie aan de staatshogeschool voor muziek en beeldende kunst te Mannheim en de muziekacademie Heidelberg. In 1924 werd hij opvolger van Stephan Krehl als docent voor compositie aan de Felix Mendelssohnschool voor muziek en theater van Leipzig, waar onder anderen Hugo Distler, Artur Immisch en de componist van filmmuziek Miklós Rózsa bij hem studeerden. In 1930 werd hij verder universiteits-muziekdirecteur. In 1932 werd hij tot professor benoemd.
Van 1938 tot 1946 was hij professor aan de Universiteit van de Kunsten te Berlijn.
Tot zijn bekende leerlingen behoren verder Wolfgang Fortner, Wilhelm Maler en Knudåge Riisager.
Hij componeerde zeven opera's en bovendien meerdere orkestwerken, kamermuziek, koorwerken, liederen, twee motetten en talrijke stukken voor orgel.

## Composities

### Werken voor orkest
- 1925 Variationen und Fuge über ein Thema von Johann Sebastian Bach, op. 14

### Werken voor harmonieorkest
- 1924-1925 Perkeo-Suite, op. 15
- 1937 Burgmusik, op. 44
- 1937 Firlefei-Variationen, op. 46
- 1940 Concerto grosso, op. 47
- I bin Soldat, valera, variaties voor harmonieorkest, op. 54

### Oratoria
- 1924 Weihnachtsoratorium (Kerstoratorium), voor solisten, gemengd koor, orgel en orkest

### Muziektheater

#### Opera's
| Voltooid in | titel         | aktes   | première                         | libretto                                                                         |
| ----------- | ------------- | ------- | -------------------------------- | -------------------------------------------------------------------------------- |
| 1930        | Die Richterin | 3 aktes | 7 mei 1930, Barmen, nu Wuppertal | Franz Adam Beyerlein, vrij naar de gelijknamige novel van Conrad Ferdinand Meyer |

### Werken voor koren
- 1934 "Fackelträger", Lieder des neuen Reiches, voor mannenkoor - tekst: naar gedichten van Heinrich Anacker
- Fünf Gesänge, voor kamerkoor

### Vocale muziek
- 1915 Deutsche Lieder aus grosser Zeit - Kriegslieder zu Dichtungen von Otto Michaeli
  1. Das Lied vom Hindenburg
  2. Deutschlands Fahnenlied
  3. Unsern gefallenen Helden
  4. Bismarcks Geist
  5. Die Geschichte von Lüttich
  6. Oesterreichisches Reiterlied
  7. Die Donauwacht u. d. Wacht am Rhein
  8. 1914
  9. Soldatenabschied
  10. Gott, Kaiser, Vaterland
  11. Reiterlied
  12. Weltensturm
  13. Kaiserlied
  14. Herr Emmich und seine Grete
  15. Weihgebet
  16. Im Feld, des Morgens früh
  17. Lied des Landsturms
  18. Der Kronprinz
  19. Reiterlied
  20. Der Tod auf weiter Heide
  21. Mein Gewehr
  22. Fliegerlied
  23. Wir fahren gegen England
  24. Jungmanschaftslied
  25. O du deutsches Land- und du Oesterreich!
  26. Die deutsche Reiterei
  27. Die Jungen
  28. Wir Kavalleristen
  29. Zeppelin-Lied
  30. Mahnung
  31. Deutsches Vaterlandslied
  32. Deutscher Schwur
  33. Sturmlied 1914
  34. Deutschlands Flotte in See
  35. Viktoria
- 1937 Segen der Erde - Eine Chor-Feier, voor sopraan, bariton, gemengd koor, mannen-, vrouwen- en kinderstemmen en klein orkest - tekst: Margarete Weinhandl
- 1940 Frohsinn im Handwerk, voor sopraan, alt solo, mannenkoor en klein orkest - tekst: Ernst DuVinage

### Kamermuziek
- 1938 Variationen über einen deutschen Tanz von Melchior Franck, voor 2 violen, altviool en cello, op. 47 Nr. 2
- Konzert im alten Stil, voor drie violen
- Musik, voor drie dwarsfluiten
- Streich-Quartett über Johann Walters "Wach auf, du deutsches Land", op. 58

### Werken voor orgel
- Orgelchoralbuch
- Media vita in morte sumus, Antiphonbearbeitung
- Toccata in F-Dur, Op. 53
- Meditationen über ein geistliches Lied von J.S. Bach (1961)

## Publicaties
- Handbuch der funktionellen Harmonielehre, Kassel : Bosse, 2005, 13. Aufl., 393 S., ISBN 3-7649-2112-9
- Teoría general de la música - Con un apéndice de Diether de la Motte, Tres Cantos, Madrid, España : Akal Ed., 2001, 334 p., ISBN 84-460-1091-7
- Allgemeine Musiklehre, Kassel : Bärenreiter, 1999, 21. Aufl., 373 S., ISBN 3-7618-0061-4
- Anleitung zur Fugenkomposition, Köln : Kistner u. Siegel, ca. 1990, 3. Aufl., Nachdr. d. Ausg. Leipzig, Kistner u. Siegel, 1935, ISBN 3-920541-01-4
- Die wichtigsten Regeln des funktionellen Tonsatzes : eine Zusammenstellung sämtlicher für den praktischen Harmonielehre-Unterricht aller Systeme geltenden Stimmführungsvorschriften, Köln : Kistner u. Siegel, 1990, Nachdr. d. Ausg. Leipzig, Kistner u. Siegel, 1935, ISBN 3-920541-00-6
- Der lineare Satz : ein Lehrbuch des Kontrapunktes, Köln : Kistner u. Siegel, 1980, 222 S., ISBN 3-920541-02-2
- Die Kunst des Orgelbaues, Max Hesses Handbücher der Musik ; Bd. 106; Berlin-Halensee ; Wunsiedel : Hesse, 1958, 178 S.
- Musikalische Werkbetrachtung, Lippstadt [i.e. Köln] : Kistner u. Siegel, 1957, 171 S., ISBN 3-920541-03-0
- Hugo Distler, Tutzing, Hans Schneider Verlag, 1990, ISBN 3-7952-0652-9
- Regers Harmonik, 2. Aufl., Wiesbaden : Breitkopf & Härtel, 1961, 48 S.
- Neue Gehörübung, Berlin-Halensee ; Wunsiedel/Ofr. : Deutscher Musikliteratur-Verl., 1950, 115 S.
- Generalbaßübungen als Anleitung zum Continospiel und freien Improvisieren in drei Lehrgängen (Unter-, Mittel- u. Oberstufe) : Mit 43 Orig. Sätzen d. Generalbaßliteratur, Leipzig : Kistner & Siegel, 1936, 42 S.
- Lehrbuch der musikalischen Analyse, Leipzig : C. F. Kahnt, 1926, 48 S.
- Die Funktionstheorie Hugo Riemanns und ihre Bedeutung für die praktische Analyse, München : Otto Halbreiter, 1923, 52 S.
- samen met: Hermann Meinhard Poppen: Evangelische Landeskirche in Baden: Evangelisches Kirchengesangbuch der Evangelischen Landeskirche in Baden, Karlsruhe : Evangelischer Presseverband f. Baden, 3. Auflage, 1968, 162 Bl., 24 S.